# اومر اردوغان
اومر اردوغان (انگلیسی: Ömer Erdoğan؛ زادهٔ ۳ مهٔ ۱۹۷۷) بازیکن فوتبال اهل ترکیه است.
از باشگاه‌هایی که در آن بازی کرده‌است می‌توان به باشگاه فوتبال گالاتاسرای، باشگاه فوتبال بورسااسپور، باشگاه ورزشی مالاتیااسپور، باشگاه فوتبال دیاربکرسپور، و باشگاه فوتبال سن پائولی اشاره کرد.
وی همچنین در تیم‌های ملی فوتبال Turkey national football B team و ترکیه بازی کرده‌است.